# Bible of Love
Bible of Love, es el nombre del decimoquinto álbum de estudio del cantante estadounidense Snoop Dogg. Fue lanzado el 16 de marzo de 2018 por el sello discográfico All The Time Entertainment.

## Lista de canciones
| N.º   | Título | Duración |  |
| 00:00 |        |          |  |